# 西康野青茅
西康野青茅（学名：Deyeuxia sikangensis）为禾本科野青茅属下的一个种。

## 扩展阅读
- 維基物種上的相關：西康野青茅